# Relaciones exteriores de Bolivia
| Bolivia Sin visa pero se necesita pasaporte y DI Sin visa pero se necesita pasaporte | Necesita visa al entrar al país (casos especiales en Estados Unidos e Irán) Requiere visa al entrar al país (casos especiales en China, Hong Kong y Macao) |

Países con los que Bolivia tiene relaciones diplomáticas:
Bolivia
Países con los que tiene relaciones diplomáticas

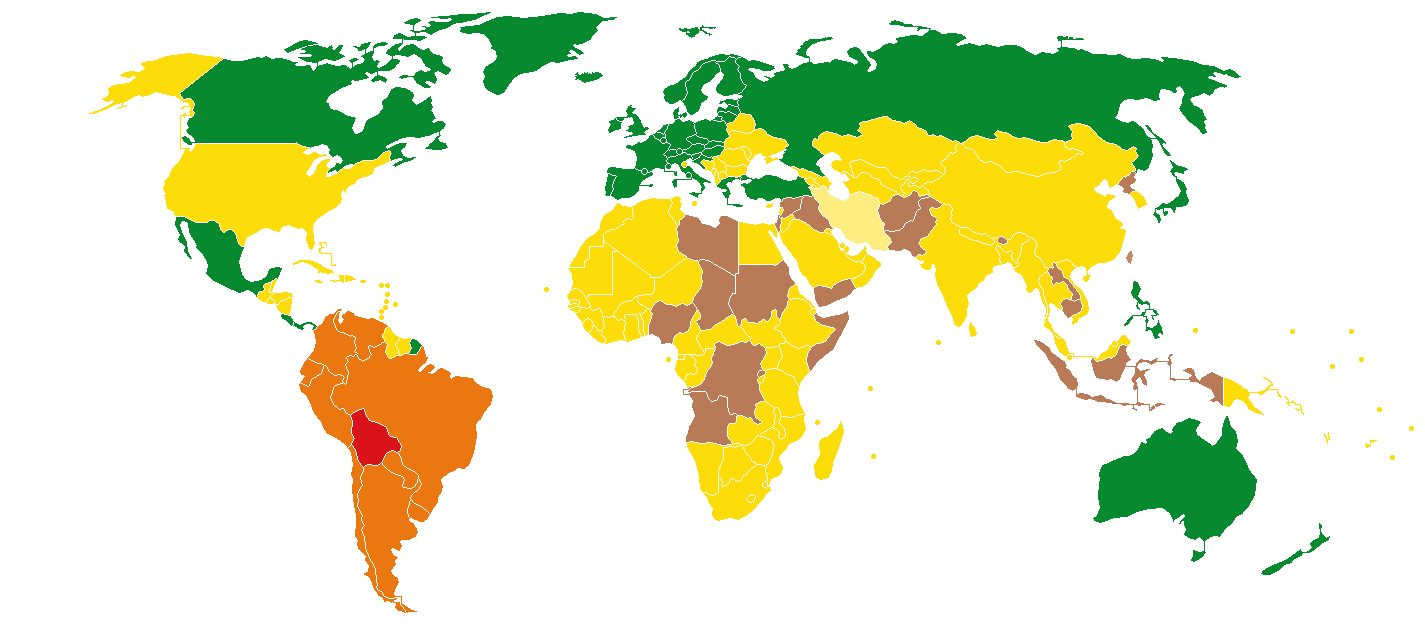
Políticas de visado de Bolivia con otros países:
Bolivia
Sin visa pero se necesita pasaporte y DI
Sin visa pero se necesita pasaporte
Necesita visa al entrar al país (casos especiales en Estados Unidos e Irán)
Requiere visa al entrar al país (casos especiales en China, Hong Kong y Macao)

Las relaciones exteriores de Bolivia se refiere a las relaciones internacionales que mantiene el Estado Plurinacional de Bolivia con los demás países del mundo, en los ámbitos político, económico, comercial, jurídico, militar, geopolítico y geoestratégico.
Actualmente Bolivia tiene presencia diplomática en América, Europa, Asia y África

## Metas
- Restituir la jerarquía histórica que corresponde a la causa marítima de Bolivia y proclamar el retorno soberano al Océano Pacífico, como objetivo permanente de la política exterior.

- Conformar una estructura interinstitucional que permita el fortalecimiento de la capacidad negociadora, para participar activamente en el proceso de negociación del Área de Libre Comercio de las Américas (ALCA).
- Contribuir con iniciativas concretas al fortalecimiento y profundización del proceso de integración de la Comunidad Andina de Naciones, en sus dimensiones política, social y económica, así como el logro de una mayor vinculación con el Mercosur.
- Ampliar el marco geográfico de las relaciones internacionales del país.
- Ampliar y profundizar la agenda de las relaciones con los países vecinos sobre todo en los ámbitos de:
  - Cuencas Hidrográficas.
  - Cooperación e Integración Fronterizas.
  - Flujos migratorios.
  - Preservación del Medio Ambiente.
  - Integración Física.
  - Intercambio comercial e inversiones.
- Promover el establecimiento de una alianza hemisférica para la lucha contra el narcotráfico. Colaborar activamente en los esfuerzos orientados a fortalecer la cooperación internacional para impedir el tráfico de precursores y el lavado de dinero generado en las actividades ilícitas de producción y tráfico de drogas.
- Apoyar el proceso de cooperación y concertación en los campos de la seguridad y defensa.
- Desarrollar acciones y adoptar medidas concretas tanto unilaterales como bilaterales, para promover la confianza sobre todo con los Estados vecinos.
- Contribuir a las operaciones de mantenimiento de la paz y de la seguridad internacionales comprendidas por Naciones Unidas, a través de la participación de las Fuerzas Armadas de ese país.
- Contribuir con iniciativas concretas a las actividades de la Organización de los Estados Americanos con referencia, entre otros, a los siguientes asuntos:
- Consolidar los sistemas democráticos en los países de América Latina.
- Preservar los Derechos Humanos.
- Participar activamente de los mecanismos de concertación y diálogo regional tanto en el Grupo de Río, como en las Cumbres de Jefes de Estado y de Gobierno de la Organización del Hemisferio e Iberoamericanos.
- Proyectar, en el ámbito internacional, la diversidad social, étnica, cultural y regional de la sociedad boliviana.
- Concretar la vocación geopolítica de Bolivia, como centro de articulación de las grandes cuencas y de los procesos de integración de la región.
- Profundizar y ampliar los vínculos de amistad y cooperación con todos los Estados del mundo.

## Relaciones de Bolivia con Sudamérica

### Argentina (país limítrofe)
Argentina: La relación bilateral de Bolivia con la Argentina es una de las más antiguas del país y del continente. Durante la etapa colonial, ambos países formaron parte del Virreinato del Río de la Plata y la última confrontación bélica que tuvieron ambas naciones fue durante el marco de la Guerra contra la Confederación Perú-Boliviana que duró desde 1836 hasta 1839. 

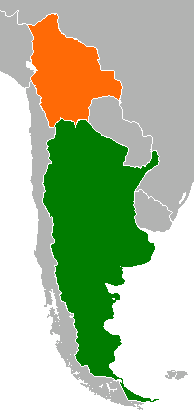
Argentina y Bolivia comparten una frontera común de 742 kilómetros de longitud.

En la actualidad, Bolivia está representada en Argentina mediante su embajada en la ciudad de Buenos Aires, y a su vez,  Argentina también está representada en Bolivia mediante su embajada en la ciudad de La Paz.

### Brasil (país limítrofe)
Brasil: Las relaciones de Bolivia con Brasil se establecieron durante el siglo XIX. Sin embargo el año 1899, Bolivia decidió atreverse a ingresar en un conflicto bélico con el gigante intercontinental Brasil, aunque de corta duración, por la defensa y posesión del entonces boliviano "Territorio del Acre" (actual Estado Brasileño del Acre) en la denominada Guerra del Acre. Al final, ambos países decidieron establecer definitivamente sus límites fronterizos en el Tratado de Petrópolis de 1903.

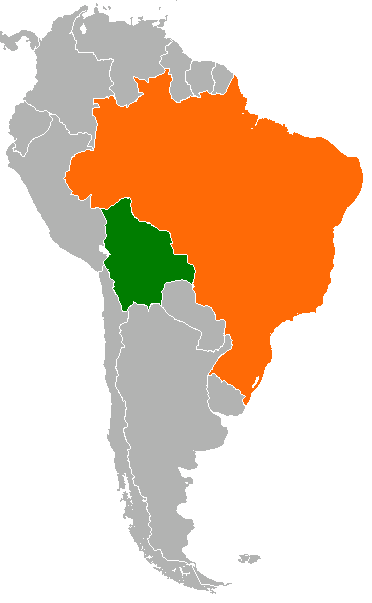
Bolivia y Brasil comparten una frontera común de 3423 kilómetros de longitud siendo ésta la octava frontera más larga a nivel mundial.

En la actualidad, Bolivia comparte con el Brasil, una larga e inmensa frontera terrestre de una longitud de más de 3423 kilómetros, convirtiéndose de esta manera en la tercera frontera más grande de toda América y en la octava a nivel mundial. Así mismo, Bolivia está representada en Brasil mediante su embajada en la ciudad de Brasilia, y a su vez, Brasil también está representado en Bolivia mediante su embajada en la ciudad de La Paz.

### Chile (país limítrofe)
Chile: Las relaciones de Bolivia con Chile se establecieron en el siglo XIX. Pero ambos países ingresaron en una confrontación bélica dentro del marco de la Guerra contra la Confederación Perú-Boliviana que duró desde 1836 hasta 1839. Sin embargo el más grave conflicto que hubo entre ambos países fue 40 años después cuando en 1879 ambas naciones rompen sus relaciones diplomáticas e ingresan en la denominada Guerra del Pacífico que duró para Bolivia hasta el año 1880 y en la cual terminó en su definitivo y perpetuo enclaustramiento marítimo (eternamente), sin acceso soberano al mar (océano Pacífico).

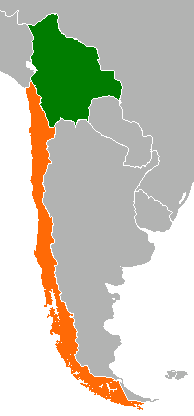
Bolivia y Chile comparten una frontera común de 861 kilómetros de longitud.

A pesar de haber ya transcurrido casi 150 años del comienzo de la guerra del Pacífico, en la actualidad, las relaciones entre Bolivia y Chile no son muy buenas ya que no existen embajadas en ambos países desde el año 1978 (hace casi 50 años atrás). En cambio, Bolivia está solamente representada en Chile mediante su consulado en la ciudad de Santiago de Chile, y a su vez, Chile también está representado en Bolivia mediante su consulado en la ciudad de La Paz.

### Paraguay (país limítrofe)
Paraguay: Las relaciones de Bolivia con el Paraguay se establecieron en el siglo XIX sin embargo ambos países, romperían sus relaciones diplomáticas en el año 1932 por la disputa del territorio chaqueño, lo cual desencadenaría en la terrible Guerra del Chaco que se convirtió en el conflicto bélico internacional más mortífero de toda América Latina del siglo XX y el cual duró 3 largos años hasta 1935 con un tremendo coste de vida de casi 100 000 muertos entre ambos países. Aunque poco tiempo después, Bolivia reestablecería sus relaciones con el Paraguay en el año 1938 con el Tratado de Paz y Amistad firmado en la Ciudad Autónoma de Buenos Aires.

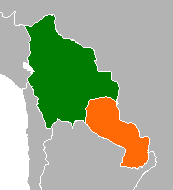
Bolivia y Paraguay comparten una frontera común de 750 kilómetros de longitud.

En la actualidad, ambos países mantienen muy buenas relaciones políticas, económicas, culturales y comerciales. Bolivia está representada en Paraguay mediante su embajada en la ciudad de Asunción, y a su vez, el Paraguay también está representado en Bolivia mediante su embajada en la ciudad de La Paz.

### Perú (país limítrofe)
Perú: Las relaciones de Bolivia con el Perú se remontan prácticamente a tiempos muy arcaícos e inmemoriales, inclusive desde la época precolonial cuando el antiguo Imperio Tiahuanacota (situado actualmente en Bolivia) comenzó a expandirse hasta lo que hoy actualmente es territorio peruano y luego de siglos después ya con el Imperio Incaico expandiéndose también por los actuales territorios bolivianos. Durante el comienzo de la etapa colonial, con la llegada de los primeros españoles y la posterior conquista española de Sudamérica, ambos países formaron parte del Virreinato del Perú hasta el año 1776 cuando Bolivia pasa a formar parte del Virreinato del Río de la Plata. Así mismo ya durante la etapa republicana en la década de 1830, ambos países se unieron en uno solo y conformaron la Confederación Perú-Boliviana, pero esta unión duraría muy poco tiempo (apenas 3 años desde 1836 hasta 1839) debido a que Chile y Argentina declararon la Guerra contra la Confederación Perú-Boliviana disolviéndose la misma. Luego de 40 años, en 1879 ambos países se aliaron para pelear contra un enemigo en común que en esa época era Chile durante la denominada Guerra del Pacífico.

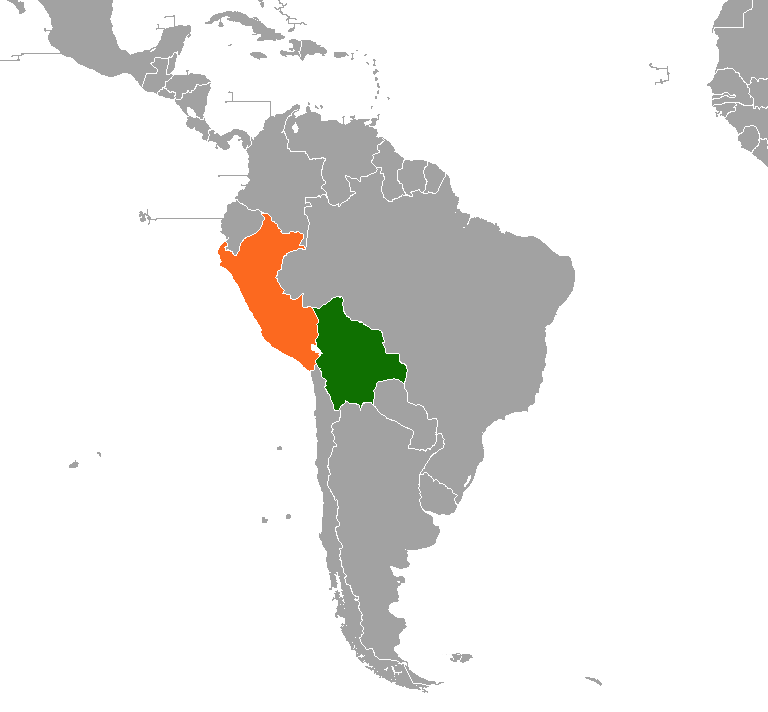
Bolivia y Perú comparten una frontera común de 1047 kilómetros de longitud.

En la actualidad, Bolivia está representada en el Perú mediante su embajada en la ciudad de Lima, y a su vez, Perú también está representado en Bolivia mediante su embajada en la ciudad de La Paz.

### Colombia
Colombia: Las relaciones de Bolivia con Colombia se remontan al siglo XIX con varios acercamientos entre ambos países. Pero Bolivia establecería oficialmente su relaciones diplomáticas con este país el 19 de marzo de 1912 durante el gobierno del Presidente de Bolivia Eliodoro Villazon Montaño y del Presidente de Colombia Carlos Eugenio Restrepo.

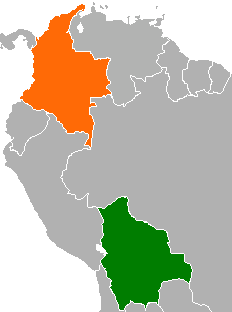
Bolivia y Colombia

En la actualidad, Bolivia está representada en Colombia mediante su embajada en la ciudad de Bogotá, y a su vez, Colombia también está representada en Bolivia mediante su embajada en la ciudad de La Paz.

### Ecuador
Ecuador: Las relaciones de Bolivia con Ecuador también se remontan al siglo XIX. 

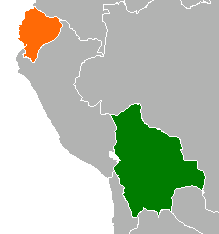
Bolivia y Ecuador.

En la actualidad, Bolivia está representada en Ecuador mediante su embajada en la ciudad de Quito, y a su vez, Ecuador también está representado en Bolivia mediante su embajada en la ciudad de La Paz.

### Uruguay
Uruguay: Las relaciones de Bolivia con el Uruguay se establecieron el 1 de noviembre de 1843 durante el gobierno del Presidente de Bolivia José Ballivián y el gobierno del Presidente de Uruguay Manuel Oribe

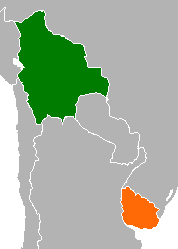
Bolivia y Uruguay.

En la actualidad, Bolivia está representada en Uruguay mediante su embajada en la ciudad de Montevideo, y a su vez, Uruguay también está representado en Bolivia mediante su embajada en la ciudad de La Paz.

### Venezuela

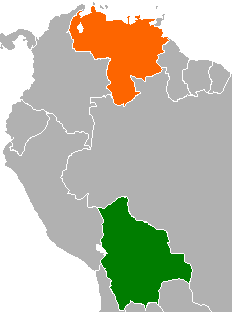
Bolivia y Venezuela.

Venezuela: Las relaciones de Bolivia con Venezuela se establecieron durante el siglo XIX. En la actualidad, Bolivia está representada en Venezuela mediante su embajada en la ciudad de Caracas, y a su vez, Venezuela también está representado en Bolivia mediante su embajada en la ciudad de La Paz.

## Relaciones de Bolivia con Centroamérica y el Caribe

### Costa Rica
Costa Rica: Las relaciones de Bolivia con Costa Rica se establecieron en el año 1907 durante el primer gobierno del presidente boliviano Ismael Montes Gamboa y el Presidente de Costa Rica Cleto González Víquez. En la actualidad, Bolivia está representada en Costa Rica mediante su embajada en la ciudad de San José, y a su vez, Costa Rica también está representado en Bolivia mediante su embajada en la ciudad de La Paz.

### Cuba

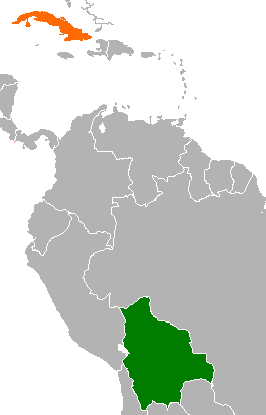
Bolivia y Cuba

Cuba: Las relaciones de Bolivia con Cuba se establecieron durante a inicios del siglo XX. Poco tiempo después de la Revolución Cubana de 1959, Bolivia rompería sus relaciones diplomáticas con este país el año 1963, pero volvería a restablecerlas en el año 1983. Aunque en 2020, el país rompería nuevamente las relaciones con Cuba. En la actualidad, Bolivia está representada en Cuba mediante su embajada en la ciudad de La Habana, y a su vez, Cuba también está representada en Bolivia mediante su embajada en la ciudad de La Paz.

### El Salvador
El Salvador: Las relaciones de Bolivia con El Salvador se establecieron en el año 2015 durante el tercer gobierno del presidente boliviano Evo Morales Ayma y el Presidente de El Salvador Salvador Sánchez Cerén. Aunque cabe mencionar que Bolivia tiene todavía pendiente abrir su propia embajada en la ciudad de San Salvador. 
En la actualidad, El Salvador está representado en Bolivia mediante su embajada en la ciudad de La Paz.

### Guatemala
Guatemala: Bolivia no ha podido abrir aún una embajada ni un consulado en este país. En cambio, Guatemala tiene un consulado honorario en la ciudad de La Paz.
En la actualidad, desde la Ciudad de México, el embajador de Bolivia en México funge como representante concurrente en Guatemala y a su vez, desde Lima, el embajador de Guatemala en Perú se desempeña también como representante concurrente de su país en Bolivia. 

### Haití
Haití: Bolivia no ha podido abrir aún una embajada ni un consulado en este país. Pero la embajada de Bolivia en La Habana, Cuba funciona también como embajada concurrente en la ciudad de Puerto Príncipe en Haití.

### Honduras
Honduras: Bolivia no ha podido abrir aún una embajada ni un consulado en este país. En cambio, Honduras tenía un consulado honorario en la ciudad de Santa Cruz de la Sierra.

### Nicaragua

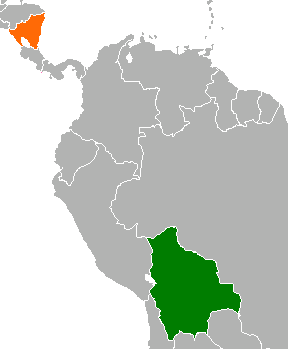
Bolivia y Nicaragua

Nicaragua: Bolivia estableció relaciones diplomáticas con Nicaragua el año 2012 durante el segundo gobierno del presidente Evo Morales Ayma y el Presidente de Nicaragua Daniel Ortega Saavedra. En la actualidad, Bolivia está representada en Nicaragua mediante su embajada en la ciudad de Managua, y a su vez, Nicaragua también está representada en Bolivia mediante su embajada en la ciudad de La Paz.

### Panamá
Panamá: Bolivia estableció relaciones diplomáticas con Panamá el año 1942 durante el gobierno del presidente Enrique Peñaranda Castillo y el Presidente de Panamá Ricardo Adolfo de la Guardia. En la actualidad, Bolivia está representada en Panamá mediante su embajada en la Ciudad de Panamá, y a su vez, Panamá también está representada en Bolivia mediante su embajada en la ciudad de La Paz.

### República Dominicana
República Dominicana: Bolivia estableció relaciones diplomáticas con República Dominicana el 30 de enero de 1902 durante el gobierno del presidente José Manuel Pando y el Presidente de República Dominicana Juan Isidro Jimenes. En la actualidad, ambos países no tienen aún embajadas y están representados mediante embajadas concurrentes. El embajador de Bolivia en Cuba se desempeña también como representante de Bolivia en la ciudad de Santo Domingo.

## Relaciones de Bolivia con Norteamérica

### México

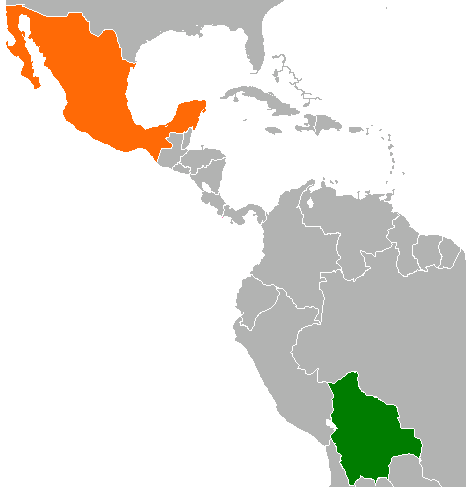
Las relaciones entre Bolivia y México se establecieron en 1831.

México: Bolivia estableció relaciones diplomáticas con México el 3 de junio de 1831 durante el gobierno del presidente Andrés de Santa Cruz y Calahumana y el Presidente de México Anastasio Bustamante. En la actualidad, Bolivia está representada en México mediante su embajada en la Ciudad de México, y a su vez, México también está representado en Bolivia mediante su embajada en la ciudad de La Paz.

### Estados Unidos

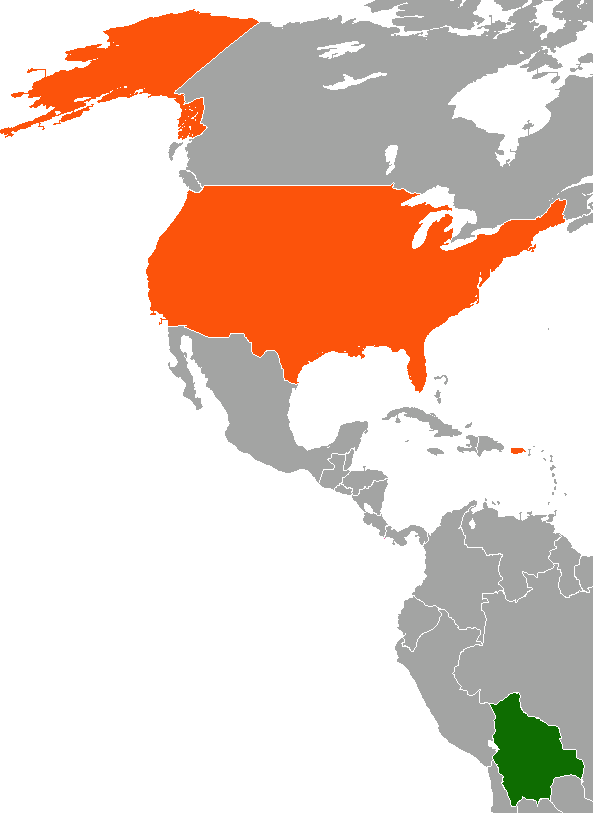
Las relaciones entre Bolivia y los Estados Unidos se establecieron en 1849.

Estados Unidos: Bolivia estableció relaciones diplomáticas con Estados Unidos el 3 de enero de 1849 durante el gobierno del presidente Manuel Isidoro Belzú y el Presidente de los Estados Unidos James Knox Polk. En la actualidad, Bolivia está representada en EE. UU mediante su embajada en la ciudad de Washington, y a su vez, EE. UU también está representado en Bolivia mediante su embajada en la ciudad de La Paz.

### Canadá

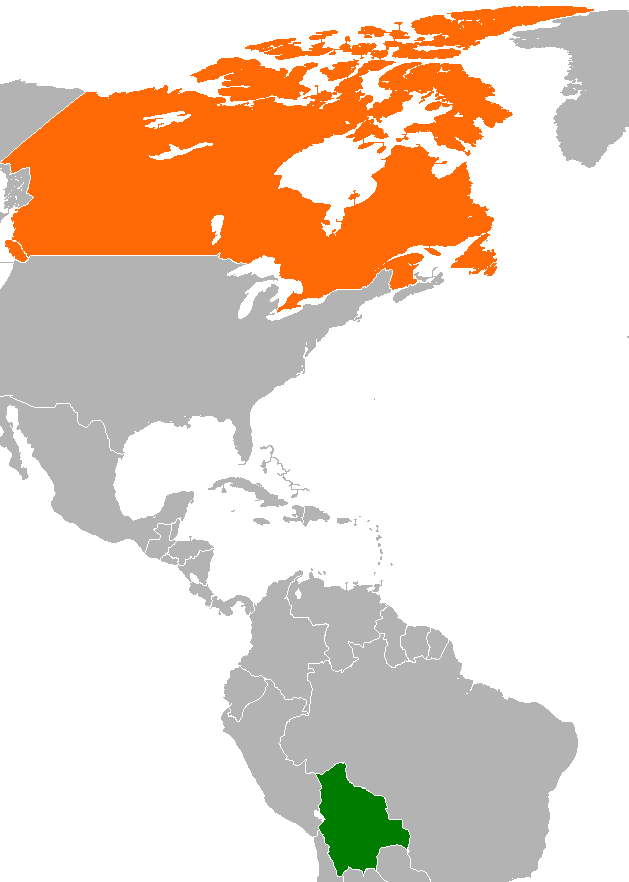
Las relaciones entre Bolivia y Canadá se establecieron en 1961

Canadá: Bolivia estableció relaciones diplomáticas con Canadá el año 1961 durante el segundo gobierno del presidente Víctor Paz Estenssoro y el primer ministro de Canadá John George Diefenbaker. En la actualidad, Bolivia está representada en Canadá mediante su embajada en la ciudad de Ottawa, y a su vez, Canadá también está representado en Bolivia mediante su embajada en la ciudad de La Paz.

## Relaciones de Bolivia con Europa

### Alemania
Alemania: Bolivia empezó a establecer relaciones con Alemania ya desde el año 1847, aunque oficialmente ambos países establecerían sus relaciones el 22 de julio de 1908 durante el primer gobierno del presidente Ismael Montes Gamboa y el Kaiser del Imperio Alemán Guillermo II. En la actualidad, Bolivia está representada en Alemania mediante su embajada en la ciudad de Berlín, y a su vez, Alemania también está representada en Bolivia mediante su embajada en la ciudad de La Paz.

### Austria
Austria: Bolivia estableció relaciones con Austria el 27 de octubre de 1903, durante el gobierno del presidente José Manuel Pando y el reinado del emperador del Imperio Austro-Húngaro Francisco José I. En la actualidad, Bolivia está representada en Austria mediante su embajada en la ciudad de Viena, y Austria está acreditada ante Bolivia por su embajada en Lima, Perú.

### Bélgica
Bélgica: Bolivia empezó a establecer relaciones con Bélgica ya desde el año 1850, durante el gobierno del presidente Manuel Isidoro Belzu y el reinado del Rey belga Leopoldo I. En la actualidad, Bolivia está representada en Bélgica mediante su embajada en la ciudad de Bruselas, y a su vez, Bélgica también está representada en Bolivia mediante su embajada en la ciudad de La Paz.

### Dinamarca
Dinamarca: Bolivia estableció relaciones con Dinamarca el 28 de febrero de 1930 durante el gobierno del presidente Hernando Siles Reyes y el primer ministro de Dinamarca Thorvald Stauning. En la actualidad, Bolivia está representada en Dinamarca mediante su embajada en la ciudad de Berlín en Alemania y a su vez, Dinamarca también está representada en Bolivia mediante su embajada en la ciudad de Bogotá en Colombia.

### España
España: Bolivia empezó a establecer relaciones con España ya desde el año 1847, durante el gobierno del presidente José Ballivián y el presidente del Consejo de Ministros, Ramón María Narváez, durante el reinado de Isabel II. En la actualidad, Bolivia está representada en España mediante su embajada en la ciudad de Madrid, y a su vez, España también está representada en Bolivia mediante su embajada en la ciudad de La Paz.

### Francia
Francia: Bolivia estableció relaciones con Francia  el año 1845, durante el gobierno del presidente José Ballivián y el reinado del Rey de Francia Luis Felipe I. En la actualidad, Bolivia está representada en Francia mediante su embajada en la ciudad de París, y a su vez, Francia también está representada en Bolivia mediante su embajada en la ciudad de La Paz.

### Italia
Italia: Bolivia estableció relaciones con Italia  el año 1866, durante el gobierno del presidente Mariano Melgarejo Valencia y el reinado del Rey de Italia Víctor Manuel II. En la actualidad, Bolivia está representada en Italia mediante su embajada en la ciudad de Roma, y a su vez, Italia también está representada en Bolivia mediante su embajada en la ciudad de La Paz.

### Reino Unido
Reino Unido: Bolivia estableció relaciones con el Reino Unido el año 1837, durante el gobierno del presidente Andrés de Santa Cruz y Calahumana y el reinado del Rey de Inglaterra Guillermo IV. En la actualidad, Bolivia está representada en el Reino Unido mediante su embajada en la ciudad de Londres, y a su vez, el Reino Unido también está representada en Bolivia mediante su embajada en la ciudad de La Paz.

### Rusia
Rusia: Bolivia estableció relaciones con Rusia el 9 de agosto de 1898, durante el gobierno del presidente Severo Fernández Alonso y el reinado del Zar Nicolas II. En la actualidad, Bolivia está representada en Rusia mediante su embajada en la ciudad de Moscú, y a su vez, Rusia también está representada en Bolivia mediante su embajada en la ciudad de La Paz.

### Suecia
Suecia: Bolivia estableció relaciones con Suecia en el año 1931, durante el gobierno del presidente Daniel Salamanca Urey y el mandato del primer ministro sueco Carl Gustaf Ekman. En la actualidad, Bolivia está representada en Suecia mediante su embajada en la ciudad de Estocolmo, y a su vez, Suecia también está representada en Bolivia mediante su embajada en la ciudad de La Paz.

## Relaciones de Bolivia con Asia

### China
China: Bolivia estableció relaciones con China el 9 de julio de 1985, durante el segundo gobierno del presidente Hernán Siles Suazo y el Presidente de China Li Xiannian. En la actualidad, Bolivia está representada en China mediante su embajada en la ciudad de Pekín, y a su vez, China también está representada en Bolivia mediante su embajada en la ciudad de La Paz.

### Corea del Sur
Corea del Sur: Bolivia estableció relaciones con Corea del Sur el 25 de abril de 1965, durante el gobierno del presidente René Barrientos Ortuño y el Presidente Surcoreano Park Chung-hee. En la actualidad, Bolivia está representada en Corea del Sur mediante su embajada en la ciudad de Seúl, y a su vez, Corea del Sur también está representada en Bolivia mediante su embajada en la ciudad de La Paz.

### India
India: Bolivia estableció relaciones con India en abril de 1981, durante el gobierno del presidente Luis Garcia Meza Tejada y el reinado del Presidente de la India Neelam Sanjiva Reddy. En la actualidad, Bolivia está representada en la India mediante su embajada en la ciudad de Nueva Delhi, y a su vez, India también está representada en Bolivia mediante su embajada concurrente en la ciudad de Lima.

### Irán
Irán: Bolivia estableció relaciones con Irán el 8 de septiembre de 2007, durante el primer gobierno del presidente Evo Morales Ayma y el Presidente de Irán Mahmud Ahmadineyad. En la actualidad, Bolivia está representada en la Irán mediante su embajada en la ciudad de Teherán, y a su vez, Irán también está representada en Bolivia mediante su embajada concurrente en la ciudad de Lima.

### Japón
Japón: Bolivia estableció relaciones con Japón el 3 de abril de 1914, durante el segundo gobierno del presidente Ismael Montes Gamboa y el reinado del Emperador de Japón Yoshihito. En la actualidad, Bolivia está representada en Japón mediante su embajada en la ciudad de Tokio, y a su vez, Japón también está representada en Bolivia mediante su embajada en la ciudad de La Paz.

### Turquía
Turquía: Bolivia estableció relaciones con Turquía el 26 de julio de 1950, durante el gobierno del presidente Mamerto Urriolagoitia Harriague y el Presidente de Turquía Celal Bayar. En la actualidad, Bolivia no tiene una embajada en Ankara. Turquía está representada en Bolivia mediante su embajada en la ciudad de La Paz.

## Relaciones de Bolivia con África

### Egipto
Egipto: Bolivia estableció relaciones con Egipto el 26 de noviembre de 1960, durante el segundo gobierno del presidente Víctor Paz Estenssoro y el Presidente de Egipto Gamal Abdel Nasser. En la actualidad, Bolivia está representada en Egipto mediante su embajada en la ciudad de El Cairo, y a su vez, Egipto también está representado en Bolivia mediante su embajada en la ciudad de La Paz.

## Participación en organismos internacionales

### En Naciones Unidas
- ONU
- UNCTAD
- FAO
- OIT
- CEPAL
- Unesco
- OMS
- Organización Marítima Internacional OMI
- Fondo Internacional de Desarrollo Agrícola FIDA
- ONUDI
- Organización Internacional para las Migraciones OIM
- IAEA
- Organización de Aviación Civil Internacional OACI
- Unión Internacional de Telecomunicaciones UTI
- OMPI
- OMM
- OMT
- MONUC

### En instituciones financieras y comerciales
- FMI
- OMC
- BID
- BIRF
- AIF
- CFI
- ISO (correspondiente)

### En otras organizaciones
- Mercosur (asociado)
- OEA
- G-77
- IATA
- Interpol
- ALADI
- ALBA
- FISCR
- MPNA
- OPANAL
- OPAQ
- CPA
- UPU
- OMA